# (1652) Hergé
(1652) Hergé est un astéroïde de la ceinture principale découvert le 9 août 1953 à l'observatoire royal de Belgique à Uccle par l'astronome belge Sylvain Arend (1902-1992). Sa désignation provisoire était 1953 PA.
Il porte le nom de l'auteur de la bande dessinée Les Aventures de Tintin, Hergé.